# ГЕС Охара/Шін-Охара
ГЕС Охара/Шін-Охара (小原発電所/新小原発電所) – гідроелектростанція в Японії на острові Хонсю. Знаходячись між ГЕС Акао (32,5 МВт, вище по течії) та ГЕС Сояма/Шін-Сояма, входить до складу каскаду на річці Shō, яка на захід від міста Тояма впадає до затоки Тояма (Японське море). 

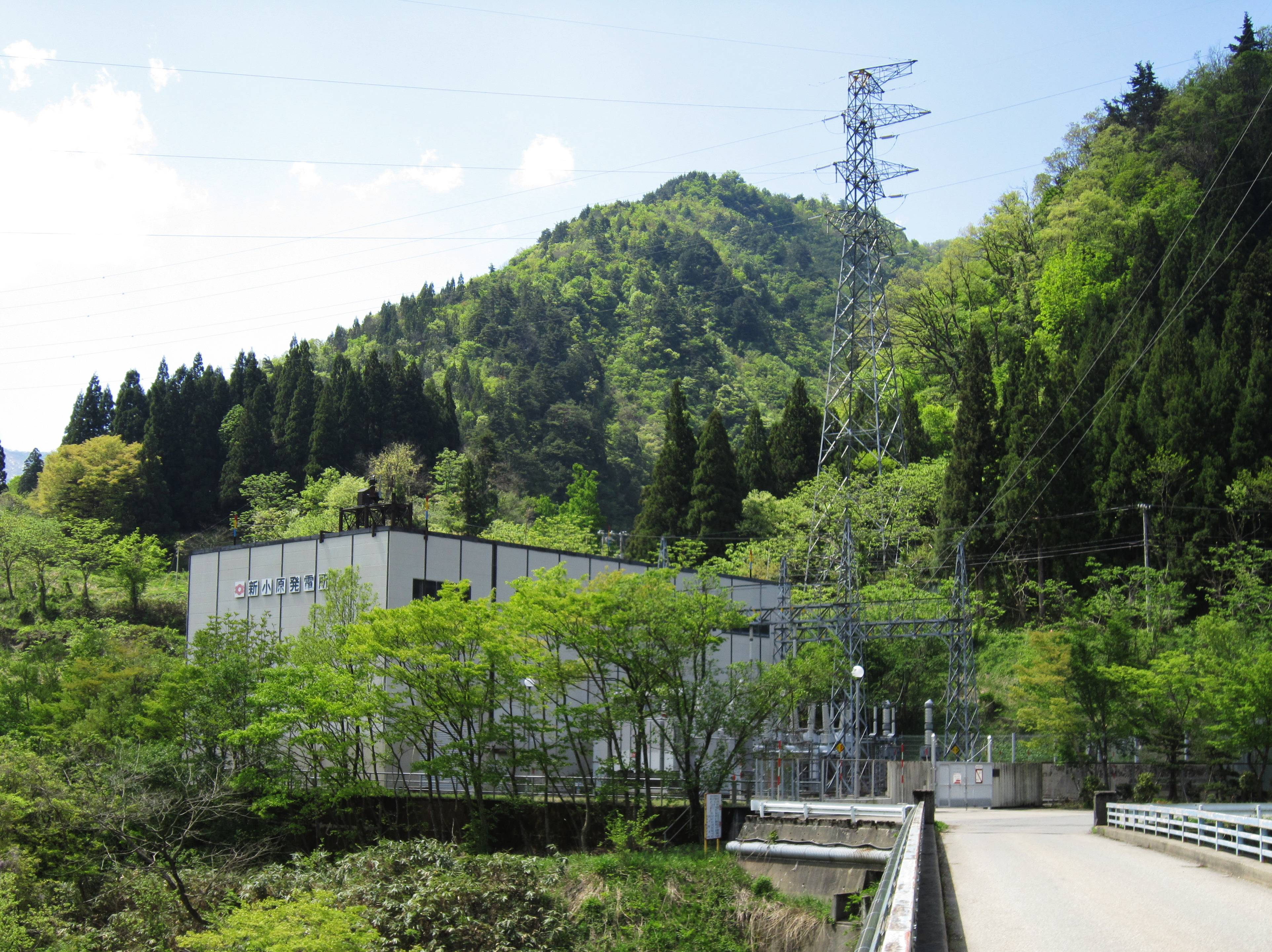
Машинний зал станції Шін-Охара

В межах гідрокомплексу працюють два машинні зали, котрі живляться від однієї й тієї ж греблі Охара. Ця бетонна гравітаційна споруда, яка має висоту 52 метра та довжину 158 метрів, потребувала 93 тис м3 матеріалу. Вона утримує водосховище з площею поверхні 0,56 км2 і об’ємом 11,7 млн м3, з яких до корисного об’єму відносяться 5,1 млн м3.
Більш старий машинний зал Охара розташований на правому березі Shō одразу біля греблі. Введений в експлуатацію на початку 1940-х, він живиться через три водоводи довжиною по 70 метрів зі спадаючим діаметром від 3,8 до 3,5 метра. Запущений у 1980-му другий зал Шін-Охара розташований на лівому березі та отримує воду через тунель довжиною 0,13 км з діаметром 4,7 метра, який переходить у напірний водовід довжиною 0,21 км зі спадаючим діаметром від 4,7 до 4,2 метра. У цій системі для збільшення напору використана схема з відвідною деривацією, котра здійснюється за допомогою тунелю довжиною 1,4 км з перетином 8х8 метрів. Також тут для регулювання тиску у відвідному тунелі наявний нижній вирівнювальний резервуар висотою 40 метрів з перетином 8х8 метрів.
У першому залі встановлено три турбіни типу Френсіс загальною потужністю 51,3 МВт, котрі використовують напір у 39 метрів. Другий зал обладнали однією турбіною типу Френсіс потужністю 46,3 МВт (номінальна потужність станції Шін-Охара рахується як 45 МВт), яка використовує напір у 53 метра.